# Reguliersdwarsstraat
De Reguliersdwarsstraat loopt van het Koningsplein naar het Rembrandtplein in Amsterdam en is een bekende uitgaansstraat met vele restaurants en (homo)cafés. Daarnaast zijn er ook een aantal winkels en enkele kantoren gevestigd.

## Algemeen
De straat is genoemd naar het Reguliersklooster (1394-1532). Dit klooster stond ter hoogte van de latere Keizersgracht buiten de toenmalige stadspoort de Regulierspoort, waarvan de Regulierstoren of zoals hij nu genoemd wordt: de Munttoren nog een restant is. Halverwege wordt de straat doorsneden door de Vijzelstraat. Het gebouw van het Carlton Hotel staat hier als een poort over de straat.

### Verkeer
Door het oostelijke deel van de Reguliersdwarsstraat lag van 1904 tot 2000 een enkel tramspoor. Dit werd tussen 1904 en 1918 door lijn 4 bereden van het Rembrandtplein naar de Vijzelstraat. Van 1913 tot 1918 reed ook lijn 16 (in twee richtingen) door deze straat naar het Thorbeckeplein. Van 1932 tot 1944 reden hier de versterkingslijnen 24R en 25R. Daarna werd het spoor alleen bij inkortingen en omleidingen gebruikt. Bijzonder was dat de tram in deze straat voor eenrichtingsverkeer tegen het andere verkeer inreed en dat als het spoor moest worden gebruikt de politie eerst het tegemoet komende verkeer moest stilzetten. In 1985 werd de rijrichting echter tijdelijk omgedraaid en werd gelijk aan die van het overige verkeer. Lijn 4 reed enige maanden via deze straat in oostelijke richting naar de Utrechtsestraat vanwege spoorvernieuwing in de Reguliersbreestraat. Daarna werd de straat weer van oost naar west bereden. Door foutparkeerders en door de horecauitbaters, niet legaal op de trambaan geplaatste terrassen, kon het spoor daarna echter vrijwel nooit worden gebruikt zonder eerst de obstakels te verwijderen. Daarom werd ook in 2000 besloten het spoor te verwijderen.

## Geschiedenis

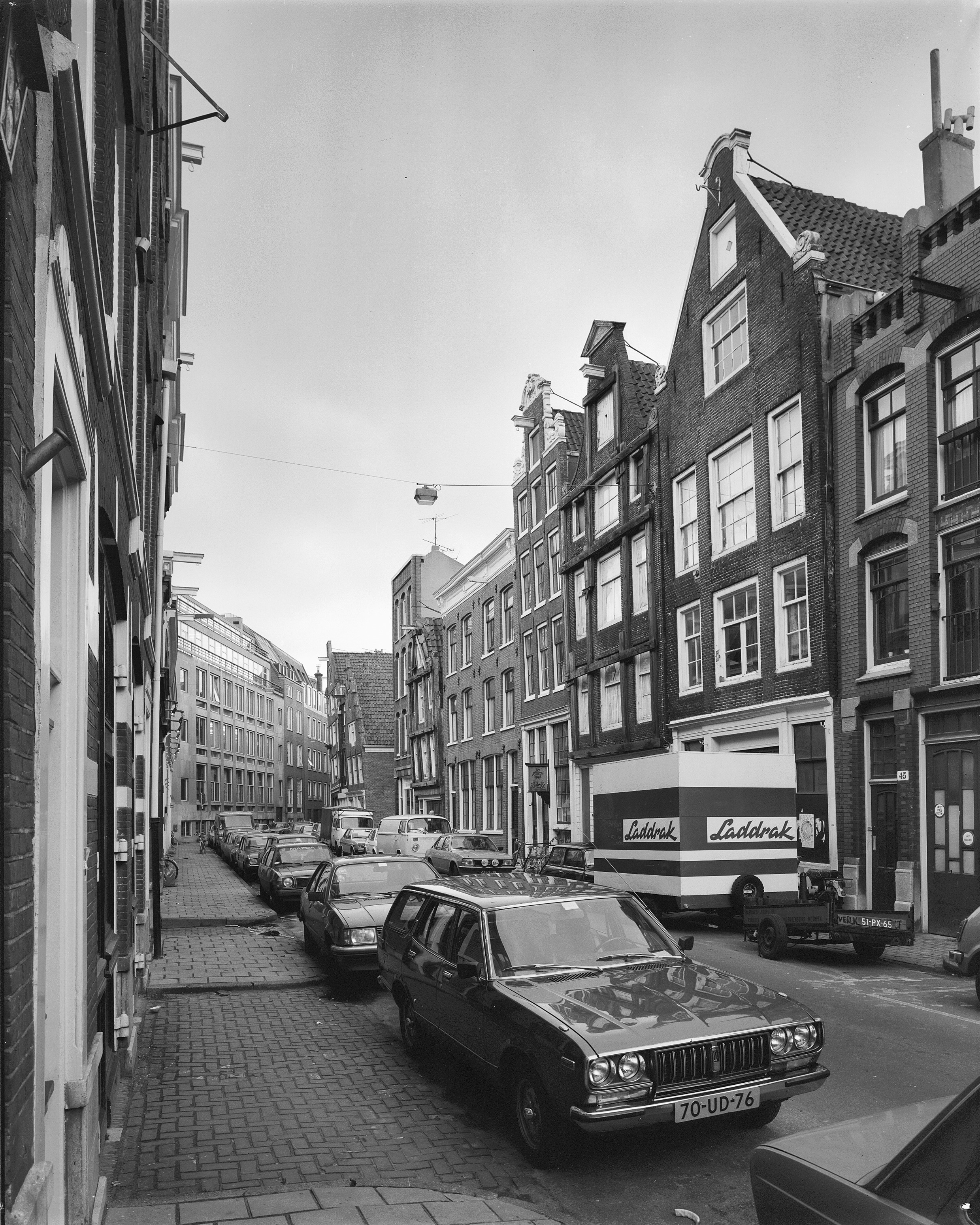
De Reguliersdwarsstraat in 1980, vlak voordat in dit stuk van de straat vele uitgaansgelegenheden openden.

De Reguliersdwarsstraat is aangelegd bij de stadsuitbreiding van 1585. Deze straat volgde toen de loop van de nieuwe (aarden) stadswal en was daarom aanvankelijk ook alleen langs de noordzijde bebouwd tot aan de Reguliersbreestraat, de Duvelshoek.  
Voor een volgende stadsuitbreiding werd rond 1662 de oude stadswal van 1585 afgegraven. De oude stadsgracht werd rechtgetrokken en omgevormd tot de Herengracht. Achter de Reguliersdwarsstraat werden de duurste huizen gebouwd, waardoor dat deel van de Herengracht de bijnaam Gouden Bocht kreeg. Deze kapitale grachtenhuizen waren via fraaie stijltuinen verbonden met koetshuizen in de achterliggende Reguliersdwarsstraat.
Aan het einde van de 19e eeuw verloren de koetshuizen hun oorspronkelijke functie en kregen een nieuwe bestemming als autogarages. Ook waren er kleine winkels en cafés in de straat gevestigd. De straat werd in 1928 met de bouw van het Carlton Hotel bij de Vijzelstraat overkluisd. In 1943 werd het deel tussen dat hotel en de Geelvincksteeg verwoest door het neerstorten van een Britse bommenwerper. De niet-verwoeste even kant van de straat aan de overkant werd in de jaren 60 alsnog gesloopt op plaats te maken voor een parkeergarage. 
Vanaf de jaren 70 van de 20e eeuw kwamen er langzaamaan steeds meer restaurants en werd de Reguliersdwarsstraat een horecastraat. Restaurant Adrian had van 1967 t/m 1970 een Michelinster, hetzelfde gold voor chinees restaurant Sichuan Food van 1993 t/m 2005. 

## Korte Reguliersdwarsstraat
Bij de Schapensteeg takt de Korte Reguliersdwarsstraat af en loopt in noord-oostelijke richting ook naar het Rembrandtplein. Hier zit sinds 1945 de lunchroom Van Dobben, waaruit de gelijknamige krokettenfabriek is voortgekomen. In 1937 was hier een joodse broodjeszaak gevestigd door Mozes Velleman, die in 1943 in Sobibor werd vermoord.

## Homohoreca
De Reguliersdwarsstraat geniet vooral grote bekendheid vanwege de overwegend op homoseksuele bezoekers gerichte uitgaansgelegenheden. De grootste en bekendste daarvan zijn de cafés Soho en Taboo en de club NYX. Deze zijn gelegen in het westelijke deel van de straat, waar ook winkels en kappers zich grotendeels op homopubliek richten. In het oostelijke deel van de straat, tussen Vijzelstraat en Rembrandtplein, bevinden zich nog twee kleinere homocafés, waarvan één speciaal gericht is op een Latijns-Amerikaans publiek. In de zomer van 2014 werd hier ook de eerste bar speciaal voor transgenders geopend, maar deze was geen lang leven beschoren.
Sinds het midden van de jaren 80 werden de grote homozaken in het westelijke deel van de straat geleidelijk aan overgenomen door de Groningse horecamagnaat Sjoerd Kooistra, die uiteindelijk eigenaar van alle zes homozaken in dit deel van de Reguliersdwarsstraat was. In de loop van 2010 ontstond een hoogoplopend conflict met bierbrouwerij Heineken, als gevolg waarvan Kooistra in juni 2010 zelfmoord pleegde. Tegelijk met de ineenstorting van zijn horeca-imperium werden in de Reguliersdwarsstraat achtereenvolgens homodiscotheek Club Exit, Café April, Bar ARC en Pub Soho gesloten, wat een grote klap betekende voor het Amsterdamse homo-uitgaansleven.

### Bloeiperiode van de homohoreca
Het eerste homocafé in de straat heette MacDonald (1963-1982), dat vooral in de jaren zeventig populair was. De in 1970 geopende en nog steeds bestaande espressobar/lunchroom Coffeeshop Downtown was de eerste openlijke homozaak van Amsterdam. Vanhieruit begon eind 1979 ook de bloeiperiode van de Reguliersdwarsstraat, die hiermee in belangrijke mate bijdroeg aan de status van Amsterdam als homohoofdstad.
Enkele andere vroeger bekende en populaire, maar niet meer bestaande zaken waren homodiscotheek De Viking (1976-1987) op nummer 17-19, twee jaar later in datzelfde pand opgevolgd door Danscafé Havana. Op nummer 36 zat van 1982 t/m 1996 de bekende (hetero)discotheek "36 op de schaal van Richter", vanwaaruit van 1983-1988 de talkshow RUR (Rechtstreeks Uit Richter) werd uitgezonden en waar in 1994 de eerste fetish-party Wasteland werd gehouden. Wat kleinere niet meer bestaande cafés waren onder andere Place Pigalle, Oblomow, Men's Ruin, de M-bar en Blitz.
Sinds de jaren tachtig werd Koninginnedag (en tegenwoordig Koningsdag) gevierd met een groot straatfeest, eerst rond de homohoreca in het westelijke gedeelte van de straat, later ook met een feest aan de kant van het Rembrandtplein. Daarnaast zijn er sinds 1996 in beide delen van de Reguliersdwarsstraat straatfeesten ter gelegenheid van de jaarlijkse Amsterdam Gay Pride. In december van 2008, 2009 en 2011 vond in het westelijke deel van de straat ook nog een Roze Kerstmarkt plaats als onderdeel van het op homo's gerichte winterevenement Pink Christmas.
Andere concentraties van de Amsterdamse homohoreca bevinden zich in de Kerkstraat, de Warmoesstraat, aan de Zeedijk en langs de Amstel.

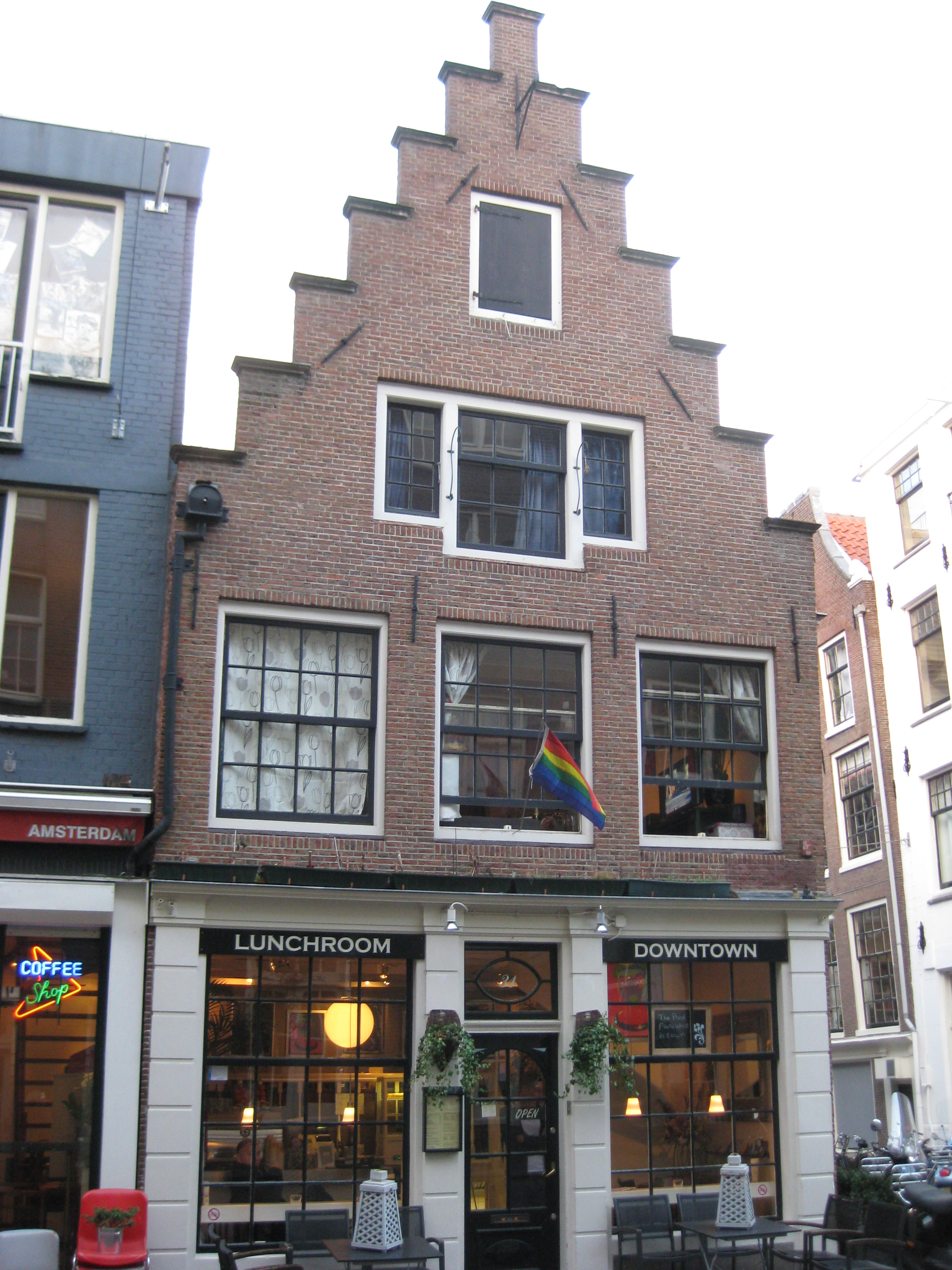
Nr. 31: Lunchroom Downtown, de eerste openlijke homozaak in een pandje met trapgevel uit 1642
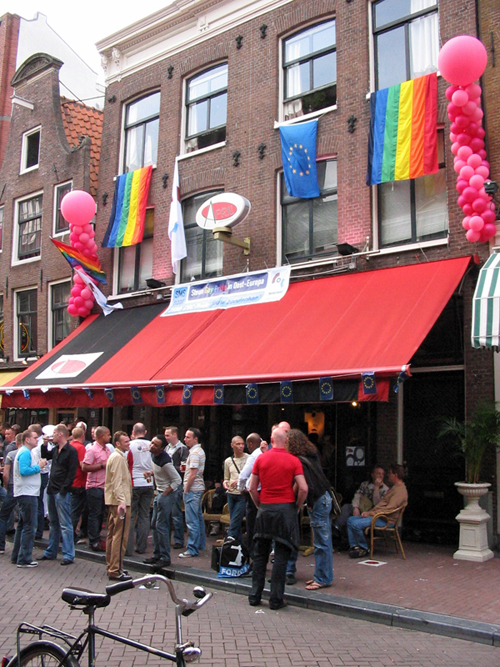
Nr. 37: het beroemde gay café April, tijdens de Amsterdam Gay Pride van 2007.
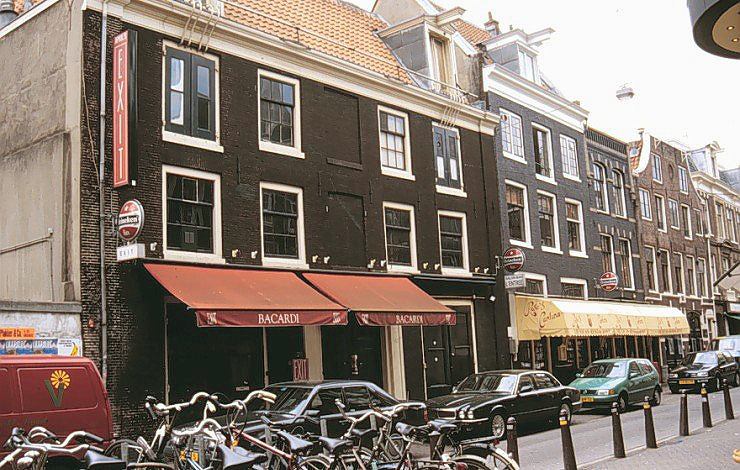
Nr. 42: voorheen koetshuis en van 1988-2010 homodiscotheek Club Exit, situatie uit de jaren 90.
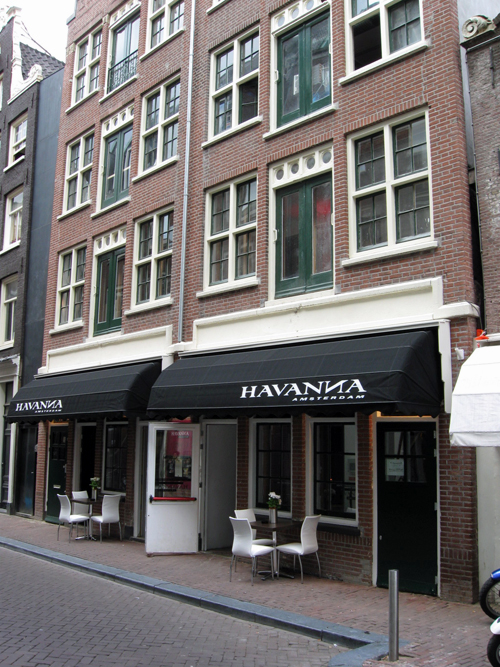
Nr. 17-19: het vroegere Danscafé Havana, hier na heropening in 2008.
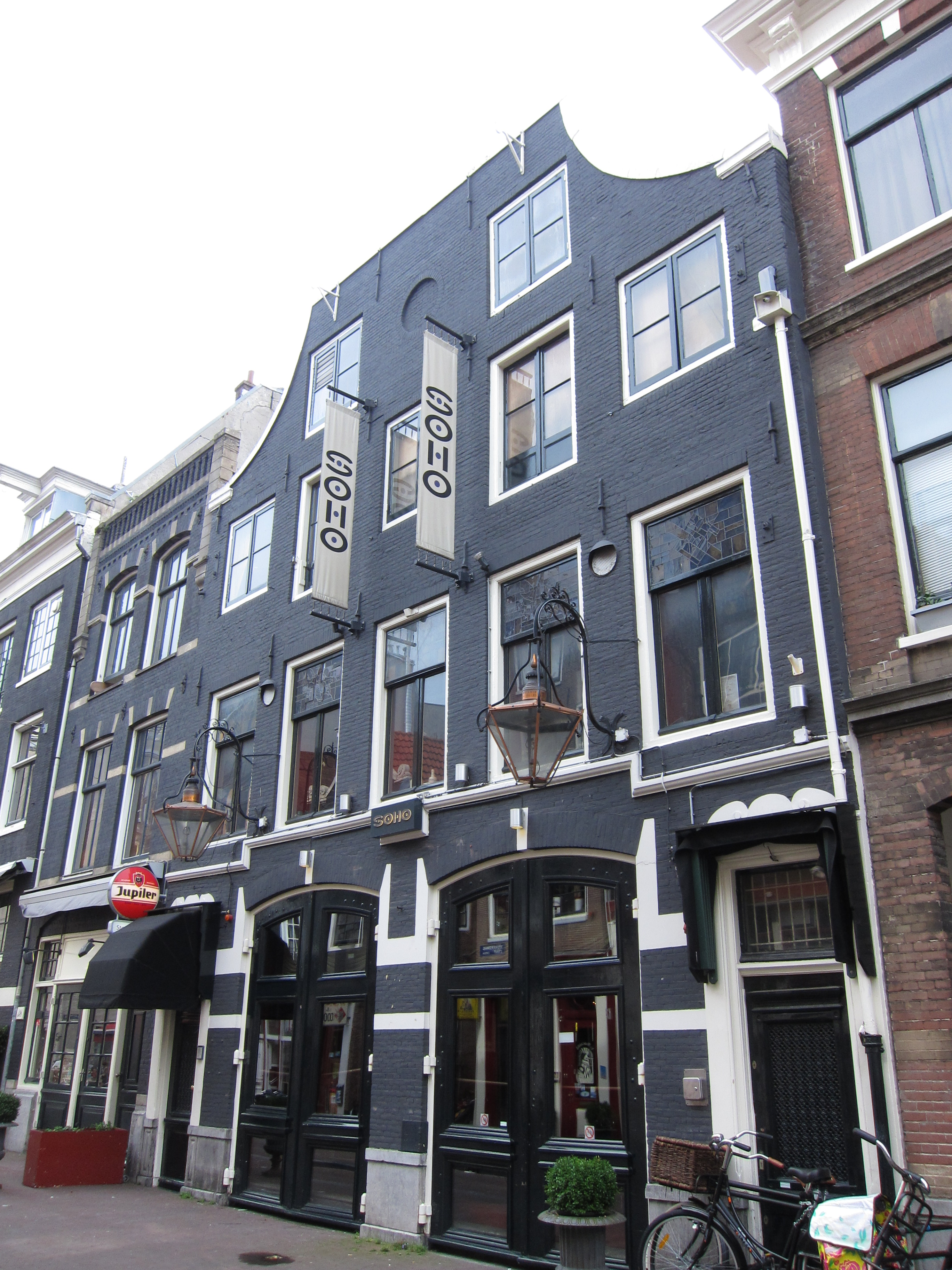
Nr. 36: gay pub Soho, geopend in 1999

### Doorstart en herpositionering
In de loop van 2011 werden de grote homobars overgenomen door nieuwe exploitanten en geleidelijk aan weer heropend, deels onder een nieuwe naam. Soho en Havana behielden hun oude naam, ARC werd omgedoopt tot EVE en het beroemde gay café April kreeg als nieuwe naam Ludwig II. De heropening van deze drie laatstgenoemde zaken vond plaats tijdens een groot straatfeest op 21 juli 2011, waarvoor ook burgemeester Van der Laan en wethouder Gehrels naar de Reguliersdwarsstraat waren gekomen.
In 2015 werd voor het westelijk deel van de Reguliersdwarsstraat een bedrijveninvesteringszone (BIZ) ingesteld. In een BIZ investeren ondernemers gezamenlijk middels een verplicht financiële bijdrage in de kwaliteit van hun bedrijfsomgeving. Door de BIZ Reguliersdwarsstraat werd in 2016 het concept "Secret Village" gelanceerd, dat de straat als openminded en tolerant winkel- en uitgaansgebied met internationale uitstraling wil positioneren. De naam "Secret Village" verwijst naar de verborgen 18e-eeuwse grachtentuinen achter enkele restaurants aan de zuidzijde en ook naar een groenere aankleding dat de straat het karakter van een 'geheim dorp' in de stad moet geven.